# Cambes, Gironde
Cambes är en kommun i departementet Gironde i regionen Nouvelle-Aquitaine i sydvästra Frankrike. Kommunen ligger i kantonen Créon som tillhör arrondissementet Bordeaux. År 2022 hade Cambes 1 853 invånare.

## Befolkningsutveckling
Antalet invånare i kommunen Cambes
Referens:INSEE